# Rugby à XV féminin
 (février 2022).
Le rugby à XV féminin, raccourci utilisé pour désigner le rugby à XV lorsqu'il est pratiqué par les femmes, possède une histoire propre en raison des tentatives masculines pour exclure les femmes du jeu. La pratique n'a gagné en popularité qu'au cours des années 2010, avec la création de compétitions internationales et d'investissements financiers importants.
Même s'ils restent éloignés des standards masculins, les nombres de pratiquantes et de spectateurs sont fortement à la hausse : la finale de la Coupe du monde 2021 a été disputée devant 42 000 spectateurs, puis lors du Six Nations 2023, le match Angleterre-France attira 58 000 spectateurs. En 2022 la France constatait une augmentation de 26 000 licenciées. Sur la seule année 2023, le nombre de licenciées a augmenté de 20 % en Nouvelle-Zélande. Le nombre de pratiquantes en Écosse a doublé par rapport à la dernière saison d'avant la pandémie de Covid-19. La discipline est dans une phase de croissance très rapide.

## Histoire

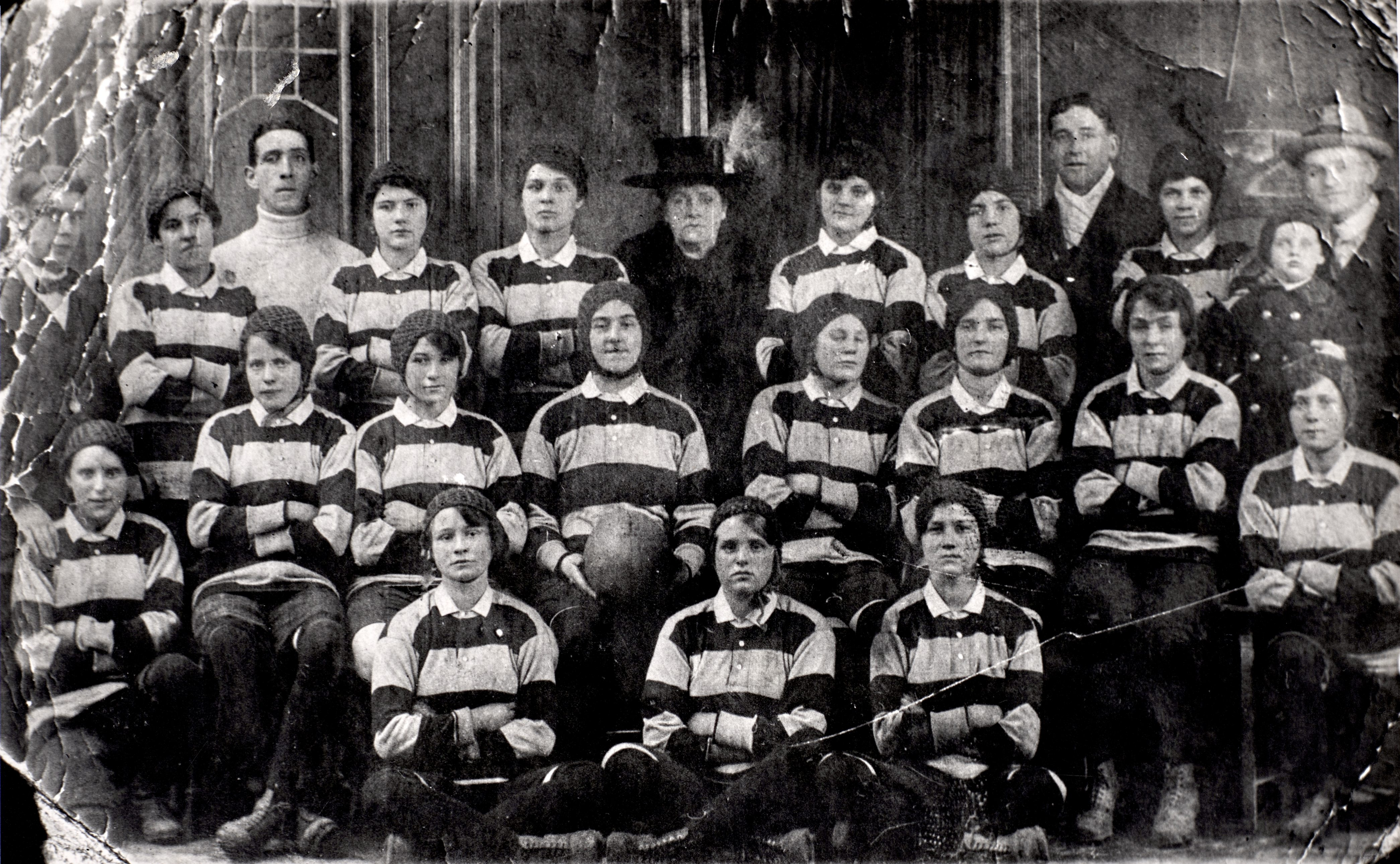
Équipe féminine de Cardiff en 1917.

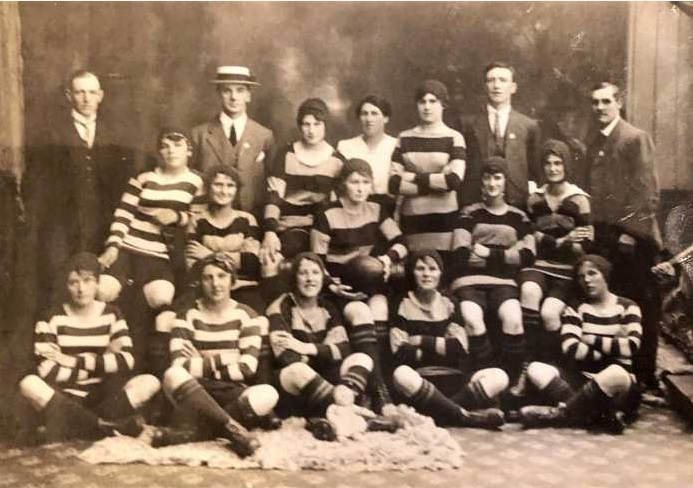
Une équipe féminine galloise composée de travailleuses d'une usine de munitions en 1918.

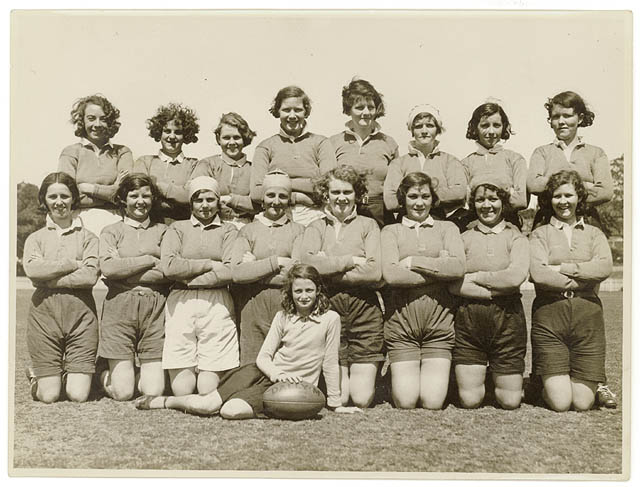
Une équipe féminine australienne dans les années 1930, en Nouvelle-Galles du Sud.

À la suite du renouveau du rugby à XV féminin qui débute dans les années 1980, cette discipline peut organiser des tournois calqués sur les compétitions masculines avec des championnats nationaux, des épreuves internationales, régionales et mondiales d'équipes nationales. Le premier match international féminin est disputée le 13 juin 1982 à Utrecht, quand les Pays-Bas accueillent l'équipe de France, à l'initiative de la fédération néerlandaise et de l'arbitre français Henri Fléchon, irrité par l'acharnement de la fédération française a bloquer la pratique féminine. Non affiliées à la FFR, les joueuses ne sont pas autorisées à porter le coq emblématique du rugby français sur leur maillot. À l'époque, dans tout le Royaume-Uni, il y a un seul club féminin qui ne soit pas une section universitaire (les Magor Maidens, au pays de Galles). C'est un an plus tard qu'est créé le premier club anglais, le Finchley RFC qui deviendra plus tard la section féminine du Richmond RC.  
En Europe, ce mouvement est encadré par les fédérations nationales tandis qu'aux États-Unis, c'est le sport scolaire et universitaire qui rend possible cette évolution. Disposant d'une base de joueuses considérable de plusieurs milliers de pratiquantes, il est logique de voir émerger une équipe nationale américaine de premier plan qui remporte la première Coupe du monde en 1991 (non officielle). Il faut attendre la troisième Coupe du monde en 1998 pour qu'elle soit reconnue par l'International Rugby Board.  
L'Europe et l'Australasie ne restent pas inactives, mais décident d'appliquer les mêmes schémas que ceux suivis par les pratiquants masculins. Les fédérations mettent ainsi en place des compétitions nationales dont le niveau s'élève progressivement, puis intègrent à leurs sélections nationales une composante féminine. L'Angleterre, vainqueur des Coupes du monde 1994 et 2014, championne d'Europe avec onze Grands Chelems en Tournoi des Six Nations, et plus encore la Nouvelle-Zélande, cinq fois championne du monde, dominent le rugby à XV féminin de cette dernière décennie. Le Canada en Amérique du Nord, ou la France en Europe, font bonne figure.
Au niveau des clubs, les championnats nationaux sont en plein développement avec notamment la création de la première ligue professionnelle en Angleterre, ou encore les clubs de Top 14 qui ont créé ou développé des sections féminines qui bénéficient de leurs savoir-faire et infrastructures.

## Compétitions

### Coupe du monde
La première édition de la Coupe du monde a lieu en 1991 à Cardiff, malgré l'opposition des instances fédérales qui ne la reconnaissent pas. Les États-Unis deviennent la première nation championne du monde, suivie par l'Angleterre en 1994.
La Coupe du monde 1998, la première à être officiellement reconnue par la Fédération internationale de rugby (IRB), se déroule à Amsterdam, aux Pays-Bas. La compétition est depuis lors dominée par une équipe, celle de Nouvelle-Zélande, sextuple championne du monde en titre.
| Édition | Pays organisateur | Vainqueur        | Score          | Finaliste      | Date et lieu                                      |
| ------- | ----------------- | ---------------- | -------------- | -------------- | ------------------------------------------------- |
| 1991    | Pays de Galles    | États-Unis       | 19 - 6         | Angleterre     | 14 avril 1991 Cardiff, Arms Park                  |
| 1994    | Écosse            | Angleterre       | 38 - 23        | États-Unis     | 24 avril 1994 Édimbourg, Edinburgh Academicals    |
| 1998    | Pays-Bas          | Nouvelle-Zélande | 44 - 12        | États-Unis     | 16 mai 1998 Amsterdam, NRCA Stadium               |
| 2002    | Espagne           | Nouvelle-Zélande | 19 - 9         | Angleterre     | 25 mai 2002 Barcelone, Stade olympique            |
| 2006    | Canada            | Nouvelle-Zélande | 25 - 17        | Angleterre     | 17 septembre 2006 Edmonton, Stade du Commonwealth |
| 2010    | Angleterre        | Nouvelle-Zélande | 13 - 10        | Angleterre     | 5 septembre 2010 Londres, Twickenham Stoop        |
| 2014    | France            | Angleterre       | 21 - 9         | Canada         | 17 aout 2014 Paris, Stade Jean-Bouin              |
| 2017    | Irlande           | Nouvelle-Zélande | 41 - 32        | Angleterre     | 26 aout 2017 Belfast, Kingspan Stadium            |
| 2021    | Nouvelle-Zélande  | Nouvelle-Zélande | 34 - 31        | Angleterre     | 12 novembre 2022 Auckland, Eden Park              |
| 2025    | Angleterre        | Édition future   | Édition future | Édition future | 27 septembre 2025 Londres, stade de Twickenham    |
| 2029    | Australie         | Édition future   | Édition future | Édition future | Édition future                                    |
| 2033    | États-Unis        | Édition future   | Édition future | Édition future | Édition future                                    |

| Sélection             | 1991         | 1994 | 1998 | 2002 | 2006 | 2010 | 2014 | 2017 | 2021            | 2025 |
| --------------------- | ------------ | ---- | ---- | ---- | ---- | ---- | ---- | ---- | --------------- | ---- |
| Nouvelle-Zélande      | demi-finale  | Non  | 1re  | 1re  | 1re  | 1re  | 5e   | 1re  | 1re             |      |
| Angleterre            | 2e           | 1re  | 3e   | 2e   | 2e   | 2e   | 1re  | 2e   | 2e              |      |
| États-Unis            | 1ers         | 2es  | 2es  | 7es  | 5es  | 5es  | 6es  | 4es  | quart de finale |      |
| Canada                | 2e de poule  | 6e   | 4e   | 4e   | 4e   | 6e   | 2e   | 5e   | 4e              |      |
| France                | demi-finale  | 3e   | 8e   | 3e   | 3e   | 4e   | 3e   | 3e   | 3e              |      |
| Australie             | Non          | Non  | 5e   | 5e   | 7e   | 3e   | 7e   | 6e   | quart de finale |      |
| Pays de Galles        | 3e de poule  | 4e   | 11e  | 10e  | Non  | 9e   | 8e   | 7e   | quart de finale |      |
| Irlande               | Non          | 7e   | 10e  | 13e  | 8e   | 7e   | 4e   | 8e   | Non             |      |
| Italie                | 3e de poule  | Non  | 12e  | 12e  | Non  | Non  | Non  | 9e   | quart de finale |      |
| Écosse                | Non          | 5e   | 6e   | 6e   | 6e   | 8e   | Non  | Non  | 4e de poule     |      |
| Espagne               | 2e de poule  | Non  | 7e   | 8e   | 9e   | Non  | 9e   | 10e  | Non             |      |
| Japon                 | 3e de poule  | 8e   | Non  | 14e  | Non  | Non  | Non  | 11e  | 4e de poule     |      |
| Kazakhstan            | Non          | 9e   | 9e   | 11e  | 11e  | 11e  | 12e  | Non  | Non             |      |
| Samoa                 | Non          | Non  | Non  | 9es  | 10es | Non  | 11es | Non  | Non             |      |
| Afrique du Sud        | Non          | Non  | Non  | Non  | 12e  | 10e  | 10e  | Non  | 4e de poule     |      |
| Suède                 | 2e de poule  | 10e  | 15e  | Non  | Non  | 12e  | Non  | Non  | Non             |      |
| URSS / Russie         | 3e de poule  | 11e  | 16e  | Non  | Non  | Non  | Non  | Non  | Non             |      |
| Hong Kong             | Non          | Non  | Non  | Non  | Non  | Non  | Non  | 12e  | Non             |      |
| Étudiantes écossaises | Non          | 12es | Non  | Non  | Non  | Non  | Non  | Non  | Non             |      |
| Pays-Bas              | 2es de poule | Non  | 13es | 15es | Non  | Non  | Non  | Non  | Non             |      |
| Allemagne             | Non          | Non  | 14e  | 16e  | Non  | Non  | Non  | Non  | Non             |      |
| Fidji                 | Non          | Non  | Non  | Non  | Non  | Non  | Non  | Non  | 3es de poule    |      |

Remarque
Seules quatre sélections ont participé à toutes les éditions de la Coupe du monde féminine :
- Angleterre ;
- Canada ;
- États-Unis ;
- France.

### Tournoi des Six Nations
Le Tournoi des Six Nations féminin débute par un Tournoi britannique seulement en 1996, opposant l'Angleterre, l'Écosse, l'Irlande et le pays de Galles. Ces équipes sont rejointes en 1999 par la France, puis en 2000 par l'Espagne tandis que l'Irlande fait une pause de deux années. Le tournoi passe à six nations en 2002 avec son retour. Le tournoi prend sa composition actuelle en 2007 avec le remplacement de l'Espagne par l'Italie et joue depuis les mêmes adversaires aux mêmes dates que les équipes masculines.
Chaque équipe affronte une fois chacune des autres, celle qui gagne le plus grand nombre de matches remporte le Tournoi. Si une équipe remporte tous ses matches, elle réalise un « Grand Chelem ». Ce titre, bien qu'honorifique, est beaucoup plus recherché qu'une simple victoire dans le Tournoi.

### Pacific Four Series
La Pacific Four Series fut d'abord conçue et présentée comme une compétition interrégionale devant servir de tournoi qualificatif pour les régions Océanie et Amérique du Nord pour participer au WXV prévu pour être lancé en 2023.
La première édition, en 2021, ne fut pas jouée par l’Australie et la Nouvelle-Zélande à cause de la pandémie de Covid-19. World Rugby décida néanmoins de maintenir la compétition, comme une sorte de répétition pour l'année suivante. Les Canada et les États-Unis s'affrontèrent donc au cours de matchs aller-retour, et les Canadiennes remportèrent cette édition inaugurale.
L'année suivante, la compétition prenait le format initialement prévu, avec quatre sélections, s'affrontant en un match simple, soit un total de six rencontres par édition. Depuis la compétition est reconduite chaque année.

### WXV
En 2023, World Rugby crée le WXV, une compétition mondiale qui se tient les années sans Coupe du monde. 18 nations participent, réparties sur trois niveaux de compétition.

## Joueuses emblématiques

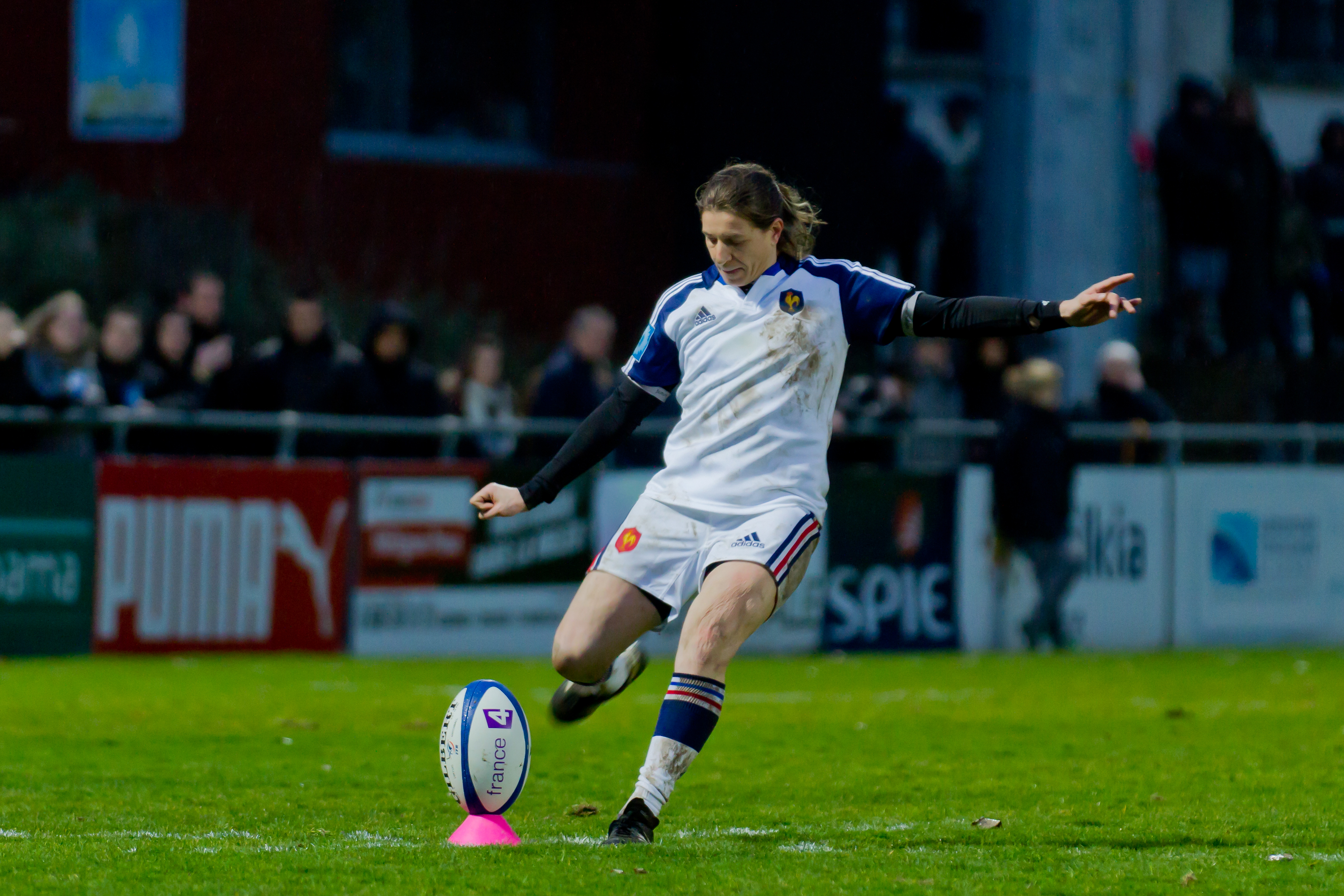
Christelle Le Duff tape une pénalité lors du Tournoi des Six Nations 2014.
Rugby à sept féminin aux États-Unis d'Amérique.
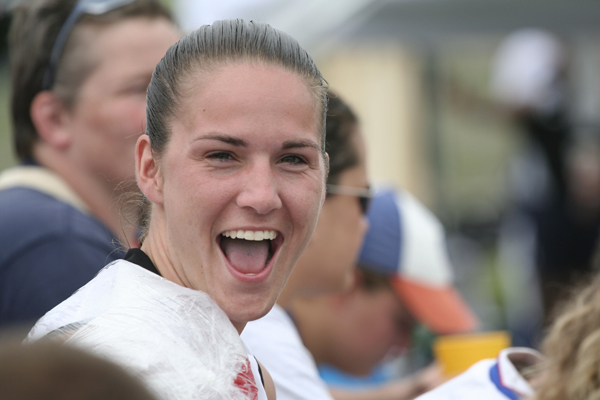
L'Anglaise Caroline Duckworth.
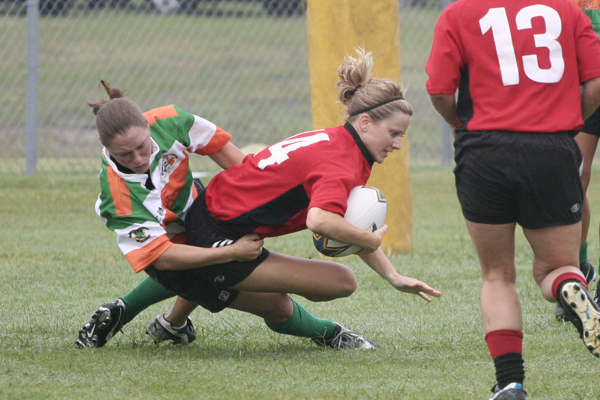
Rugby à sept féminin aux États-Unis d'Amérique.

- Margaret Alphonsi  Angleterre
- Nathalie Amiel  France
- Sara Barattin  Italie
- Kendra Cocksedge  Nouvelle-Zélande
- Sue Day  Angleterre
- Inés Etxegibel  Espagne
- Fiao'o Fa'amausili  Nouvelle-Zélande
- Gillian Florence  Canada
- Manuela Furlan  Italie
- Maria Gallo  Canada
- Aroa González  Espagne
- Magali Harvey  Canada
- Annick Hayraud  France
- Danièle Irazu  France
- Emma Jensen  Nouvelle-Zélande
- Farah Palmer  Nouvelle-Zélande
- Anna Richards  Nouvelle-Zélande
- Louise Rickard  Pays de Galles
- Estelle Sartini  France
- Veronica Schiavon  Italie
- Jessy Trémoulière  France
- Joanne Yapp  Angleterre

## Classement mondial
Ci-dessous est donné une partie du classement établi au 29 novembre 2021, qui prend en compte les résultats des tournées de l'automne 2021. Sont signalées les nations qui ont déjà participé à la Coupe du monde (°), celles qui ont atteint les quarts de finale de cette compétition (*) et ses vainqueurs (**).
| Rang actuel | Pays                      | Points | Variation +/- | Année d'entrée |   |              |       |   |            |
| ----------- | ------------------------- | ------ | ------------- | -------------- | - | ------------ | ----- | - | ---------- |
| Rang actuel | Pays                      | Points | Variation +/- | Année d'entrée | 1 | Angleterre** | 96,26 | 0 | avant 2003 |
| 2           | Nouvelle-Zélande**        | 88,58  | 0             | avant 2003     |   |              |       |   |            |
| 3           | France*                   | 88,43  | +1            | avant 2003     |   |              |       |   |            |
| 4           | Canada*                   | 88,15  | -1            | avant 2003     |   |              |       |   |            |
| 5           | Australie*                | 78,68  | 0             | avant 2003     |   |              |       |   |            |
| 6           | États-Unis**              | 76,63  | 0             | avant 2003     |   |              |       |   |            |
| 7           | Irlande*                  | 76,54  | 0             | avant 2003     |   |              |       |   |            |
| 8           | Italie°                   | 76,43  | 0             | avant 2003     |   |              |       |   |            |
| 9           | Écosse°                   | 73,48  | 0             | avant 2003     |   |              |       |   |            |
| 10          | Espagne*                  | 72,10  | 0             | avant 2003     |   |              |       |   |            |
| 11          | Pays de Galles*           | 71,02  | 0             | avant 2003     |   |              |       |   |            |
| 12          | Japon*                    | 65,49  | 0             | avant 2003     |   |              |       |   |            |
| 13          | Afrique du Sud°           | 63,39  | 0             | 2004           |   |              |       |   |            |
| 14          | Russie°                   | 61,10  | 0             | avant 2003     |   |              |       |   |            |
| 15          | Kazakhstan°               | 60,45  | 0             | avant 2003     |   |              |       |   |            |
| 16          | Samoa°                    | 59,72  | 0             | avant 2003     |   |              |       |   |            |
| 17          | Pays-Bas°                 | 58,27  | 0             | avant 2003     |   |              |       |   |            |
| 18          | Hong Kong°                | 57,89  | 0             | avant 2003     |   |              |       |   |            |
| 19          | Suède°                    | 57,73  | 0             | avant 2003     |   |              |       |   |            |
| 20          | Allemagne°                | 57,72  | 0             | avant 2003     |   |              |       |   |            |
| 21          | Fidji                     | 52,62  | 0             | 2006           |   |              |       |   |            |
| 22          | Belgique                  | 52,27  | 0             | avant 2003     |   |              |       |   |            |
| 23          | Chine                     | 49,34  | 0             | avant 2003     |   |              |       |   |            |
| 24          | Trinité-et-Tobago         | 46,45  | 0             | 2003           |   |              |       |   |            |
| 25          | Cameroun                  | 43,31  | 0             | 2021           |   |              |       |   |            |
| 26          | Colombie                  | 42,66  | 0             | 2019           |   |              |       |   |            |
| 27          | Zambie                    | 42,64  | 0             | 2019           |   |              |       |   |            |
| 28          | Madagascar                | 42,28  | 0             | 2019           |   |              |       |   |            |
| 29          | Kenya                     | 42,11  | 0             | 2006           |   |              |       |   |            |
| 30          | Tonga                     | 42,07  | 0             | 2006           |   |              |       |   |            |
| 31          | Tunisie                   | 41,40  | 0             | 2021           |   |              |       |   |            |
| 32          | Ouganda                   | 40,94  | 0             | 2006           |   |              |       |   |            |
| 33          | Sénégal                   | 40,91  | 0             | 2021           |   |              |       |   |            |
| 34          | Danemark                  | 40,68  | 0             | avant 2003     |   |              |       |   |            |
| 35          | Jamaique                  | 40,52  | 0             | 2003           |   |              |       |   |            |
| 36          | Singapour                 | 40,06  | 0             | 2006           |   |              |       |   |            |
| 37          | Guyana                    | 39,63  | 0             | 2006           |   |              |       |   |            |
| 38          | Tchéquie                  | 39,37  | 0             | 2013           |   |              |       |   |            |
| 39          | Roumanie                  | 38,95  | 0             | 2007           |   |              |       |   |            |
| 40          | Norvège                   | 38,86  | 0             | 2003           |   |              |       |   |            |
| 41          | Bosnie-Herzégovine        | 38,00  | 0             | 2005           |   |              |       |   |            |
| 42          | Côte d'Ivoire             | 37,69  | 0             | 201X           |   |              |       |   |            |
| 43          | Inde                      | 37,60  | 0             | 2018           |   |              |       |   |            |
| 44          | Suisse                    | 36,92  | 0             | 2011           |   |              |       |   |            |
| 45          | Brésil                    | 36,90  | 0             | 2008           |   |              |       |   |            |
| 46          | Papouasie-Nouvelle-Guinée | 36,86  | 0             | 2016           |   |              |       |   |            |
| 47          | Burkina Faso              | 36,69  | 0             | 2018           |   |              |       |   |            |
| 48          | Thaïlande                 | 36,35  | 0             | 2007           |   |              |       |   |            |
| 49          | Zimbabwe                  | 35,95  | 0             | 2009           |   |              |       |   |            |
| 50          | Ouzbékistan               | 35,40  | 0             | 2009           |   |              |       |   |            |